# Kreismuseum Peine
Das Kreismuseum Peine, anfangs auch Heimatmuseum des Landkreises Peine, ist ein Museum für Heimatkunde und Alltagskultur des Landkreises Peine.

## Geschichte
Nachdem in den Jahren zuvor schon Schätze aus dem Stadtarchiv und Magazin in den Korridoren des Kreishauses Peine ausgestellt wurden, wurde zum 100-jährigen Jubiläum des Landkreises Peine 1985 ein Museumsfest ausgerichtet und die Gründung eines Heimatmuseums beschlossen, welches im Jahre 1988 als Heimatmuseum des Landkreises Peine seine Tätigkeit aufnahm.
Seinen Sitz hat das Museum im „Glück-auf-Haus“, einem alten, in Fachwerk errichteten historischen Wohnhaus des ehemaligen Peiner Ratsherrn Heinrich Köning. Von dessen Sohn Balthasar Köning zeugt ein im Stil des Barock gestaltetes Epitaph im Eingangsbereich. Vor dem Museumseingang in der Stederdorfer Straße 17 in 31224 Peine befindet sich eine der vier Stahlskulpturen „Polumo“ (Wolke) des hannoverschen Künstlers Hans-Jürgen Breuste.
Die heute als Kreismuseum Peine bekannte Institution vermittelt durch Ausstellungen lebendige Einblicke in die Peiner Geschichte und die Darstellung des alltäglichen Lebens und zählt neben Kunstausstellungen sowie Vorträgen auch Kreativkurse der Jugendkulturschule zu seinem Angebot.
Leiterin des Museums war für nahezu drei Jahrzehnte, von 1988 bis zu ihrem Ruhestand 2017, Dr. Ulrika Evers, welcher Dr. Doreen Götzky als Direktorin nachfolgte.

## Ausstellungen
Das Museum zeigt Ausstellungen, die einen Bezug zur Stadt Peine sowie zum Landkreis Peine und seinen Dörfern besitzen. Die Ausstellungen werden durch das Museum als auch durch extern beauftragte Kuratoren realisiert.
Die Sonderausstellung Ansichtssache – Hans Nowak. Peine. Ein Malerleben im Auge des Betrachters der Berliner Kuratoren Dr. Stephan von Wiese und Constanze Kleiner vom 18. November 2022 bis zum 12. März 2023, welche zu einem Besucherrekord führte, fand mit einer Vielzahl von Bildern und Texten aus Anlass des 100. Geburtstags des Künstlers Hans Nowak statt, welcher auf dem Malerhof in Voigtholz-Ahlemissen im Peiner Land lebte und wirkte.

## Schriften

### Schriftenreihe des Kreismuseums Peine
Das Kreismuseum Peine ist Herausgeberin der Schriftenreihe des Kreismuseums Peine, welche sie von 1991 bis 2002 im Selbstverlag publizierte und welche seit dem Jahr 2002 im Appelhans Verlag aus Braunschweig erscheint.

### Ausstellungskataloge
- Wolfgang M. Ludwig. Aufzeichung der Wirklichkeit. Bilder und Radierungen. Katalog zur Ausstellung im Kreismuseum Peine vom 28. Februar bis 14. April 1991, Peine, 1991.
- Ulrika Evers: 25,84, Ein Raum für Kunst, 25 Jahre Kunst-Ankäufe 1988–2013, 84 KünstlerInnen. Hrsg.: Kreismuseum Peine, Peine, 2013, ISBN 978-3-930462-22-3.
- FrauenStücke. Ursula Ahlers..., Katalog zur Ausstellung im Kreismuseum Peine, Museum für Alltagskultur vom 22. März bis 17. Mai 2015, 2015. Inhaltsverzeichnis

## Leiter des Kreismuseums Peine
- 1988–2017: Dr. Ulrika Evers (1952–2017), Kunsthistorikerin
- 2017–heute: Dr. Doreen Götzky, Kunsthistorikerin